# JTR (バンド)
JTR（ジェイ・ティー・アール）は、 スウェーデンと オーストラリアを拠点に活動する3兄弟からなるボーイ・バンドである。

## 概要
スウェーデンのヨーテボリ近郊の町アリングソース出身。
バンド名の由来は彼らの名前のイニシャル（John, Tom, Robin）をつなげたものである。彼らは音楽業界に携わる両親の影響を受けて活動を始め、2012年よりインターネット上で作品を発表し始めた。彼らは2013年に行われたオーストラリアのテレビ番組Xファクター第5シリーズに出場し、第7位の成績を収めた。その後2014年にデビューシングル「ライド」を発売し、1stアルバム「タッチダウン」の発売に伴ってオーストラリア4都市でのライブツアーを行った。
2015年3月にはユーロビジョン・ソング・コンテストのスウェーデン国内代表を決めるメロディーフェスティバーレンに出場し決勝進出、総合第10位という結果に終わった。2015年8月26日、ソニー・ミュージックレコーズより2ndアルバム「オー・マイ・マイ」を発売し日本メジャーデビューを果たした。
また同年11月から12月にかけて、1stアルバムのアジア盤およびミニアルバム「センター・オブ・エブリウェア」の発売に際し日本・韓国・シンガポール・フィリピン・インドネシア5ヵ国を廻るアジアプロモーションツアーを行った。

## メンバー
- ジョン・アンドレアソン (John Andreasson、1990年4月3日[7] - ) ギター、ボーカル
- トム・ルンドバック (Tom Lundbäck、1993年6月28日[8] - ) ボーカル
- ロビン・ルンドバック (Robin Lundbäck、1994年5月17日[9] - )  ボーカル

## ディスコグラフィー

### アルバム
| タイトル                                            | 詳細 | 最高順位 | 最高順位 | 最高順位 |
| タイトル                                            | 詳細 | AUS      | SWE      | JPN      |
| --------------------------------------------------- | --- | -------- | -------- | -------- |
| タッチダウン (Touchdown)                            | - 発売日(オーストラリア)：2014年3月7日 - 発売日(スウェーデン)：2014年11月5日 - 発売日(韓国)：2015年11月13日 - 発売日(アジア地域)：2015年12月11日 - 販売方法: CD, ダウンロード | 44       | 52       | －       |
| オー・マイ・マイ (Oh My My)                         | - 発売日(日本)：2015年8月26日 - 販売方法: CD, ダウンロード | －       | －       | 128      |
| センター・オブ・エブリウェア (Centre of Everywhere) | - 発売日(スウェーデン)：2015年5月1日 - 発売日(日本)：2015年11月25日 - 販売方法: CD, ダウンロード                                                                              | －       | －       | 143      |

### シングル
| タイトル     | 詳細                   | 最高順位 | 最高順位 | アルバム     |
| タイトル     | 詳細                   | AUS      | SWE      | アルバム     |
| ------------ | ---------------------- | -------- | -------- | ------------ |
| ライド(Ride) | - 発売日：2014年2月3日 | －       | －       | タッチダウン |

### デジタルダウンロード
| タイトル                                             | 詳細                    | 備考 |
| ---------------------------------------------------- | ----------------------- | ---- |
| ナイト・フォー・ライフ (Night For Life)              | - 発売日：2014年10月9日 | －   |
| ユー・ウィル・ビー・オールライト (You'll Be Alright) | - 発売日：2016年8月26日 | －   |

### その他チャート入りした曲
| タイトル                                      | 年   | 最高順位 | アルバム                         |
| タイトル                                      | 年   | SWE      | アルバム                         |
| --------------------------------------------- | ---- | -------- | -------------------------------- |
| ビルディング・イット・アップ (Building It Up) | 2015 | 35       | メロディーフェスティバーレン2015 |